# 劉喜 (城陽王)
劉喜（りゅう き）は紀元前2世紀、古代中国の前漢時代の城陽王・淮南王である。生年不明。没年は景帝中元6年（紀元前144年）。死後、共王（きょうおう）と諡された。
父は呂氏討滅に功があった朱虛侯・城陽王の景王劉章。子に劉延、劉豨、劉吉、劉壮がいた。
劉喜は父の死により孝文4年（紀元前177年）に城陽王になった。8年後、孝文12年（紀元前169年）に、国替えさせられ、淮南王となった。孝文15年（紀元前165年）か16年（紀元前164年）に元の城陽王に戻った。王になってから33年後の景帝中元6年（紀元前144年）に死んだ。
翌年の孝景後元年（紀元前143年）に子の劉延が城陽王を嗣いだ。